# رابرت آلین
رابرت آلین (انگلیسی: Robert Alleyne؛ زادهٔ ۲۷ سپتامبر ۱۹۶۸) بازیکن فوتبال اهل انگلستان است.
از باشگاه‌هایی که در آن بازی کرده‌است می‌توان به باشگاه فوتبال تاموورث و باشگاه فوتبال لستر سیتی اشاره کرد.